# الساعة الأكثر ظلمة (فلم)
الساعة الأكثر ظلمة أو أحلك ساعة (بالإنجليزية: Darkest Hour) هو فيلم سيرة ذاتية ودراما بريطاني تمّ إنتاجه وعرضه عام 2017، من إخراج جو رايت وبطولة غاري أولدمان، يتناول قصة الفترة العصيبة التي قضتها المملكة المتحدة أثناء الحرب العالمية الثانية بقيادة رئيس الوزراء آنذاك وينستون تشرشل الذي وقعت على عاتقه مهمّة انتشال المملكة من الوضعية الخطيرة التي عاشتها في ظلّ زحف القوات النازية بقيادة هتلر داخل أوروبا.

## روابط خارجية
- مقالات تستعمل روابط فنية بلا صلة مع ويكي بيانات

لا توجد روابط لمواقع التواصل الاجتماعي.